# Vratsa (provins)
Vratsa er en af de 28 provinser i Bulgarien, beliggende i den nordvestlige del af landet, grænsende op til fire andre provinser, samt til nabolandet Rumænien. Provinsen har et areal på 3.622 kvadratkilometer og et indbyggertal (pr. 2009) på 235.189.Folketællingen 7. september 2021 viste et indbyggertal på 152.813 i provinsen. Klik på referencen i indledningen i artiklen om Bulgarien for resultat af folketælling.
Vratsas hovedstad er byen Vratsa, der med sine ca. 69.000 indbyggere også er provinsens største by. Af andre store byer kan nævnes Kozloduj (ca. 15.000 indbyggere), Bjala Slatina (ca. 13.000 indbyggere) og Mesdra (ca. 11.000 indbyggere).